# Fast Ethernet
Fast Ethernet o Ethernet de alta velocidad es el nombre de una serie de estándares de IEEE de redes Ethernet de 100 Mbps (megabits por segundo). 
El nombre Ethernet viene del concepto físico de ether. 
En su momento el prefijo fast se le agregó para diferenciarla de la versión original Ethernet de 10 Mbps. 
Debido al incremento de la capacidad de almacenamiento y en el poder de procesamiento, los Pc’s actuales tienen la posibilidad de manejar gráficos de gran calidad y aplicaciones multimedia complejas. Cuando estos ficheros son almacenados y compartidos en una red, las transferencias de un cliente a otro producen un gran uso de los recursos de la red.
Las redes tradicionales operaban entre 4 y 16 Mbps. Más del 40 % de todos los Pc’s están conectados a Ethernet. Tradicionalmente Ethernet trabajaba a 10 Mbps. A estas velocidades,dado que las compañías producen grandes ficheros, pueden tener grandes demoras cuando envían los ficheros a través de la red. Estos retrasos producen la necesidad de mayor velocidad en las redes.
Fast Ethernet no es hoy por hoy la más rápida de las versiones de Ethernet, siendo actualmente Gigabit Ethernet y 10 Gigabit Ethernet las más veloces.

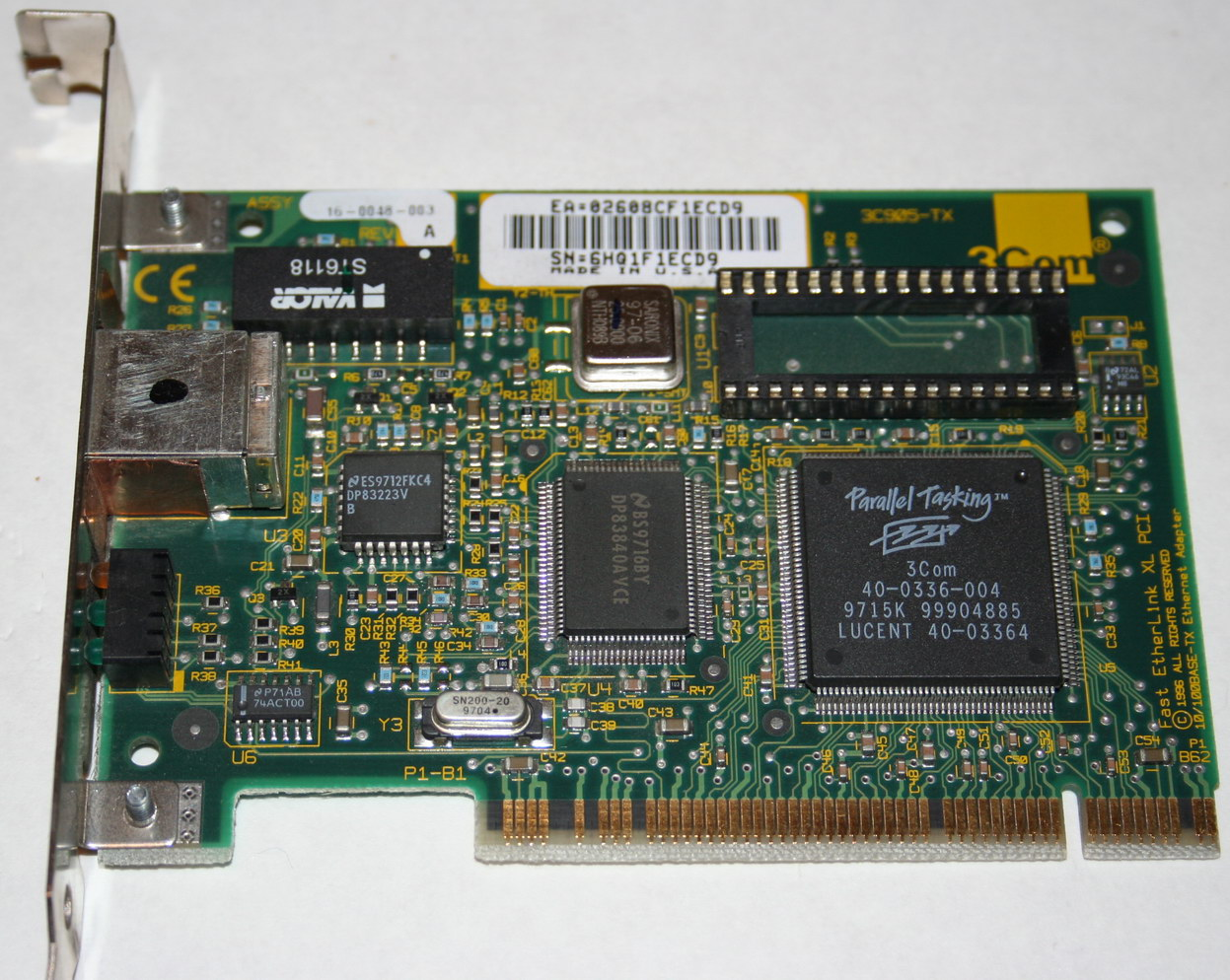
3Com 3c905-TX 100BASE-TX PCI network interface card.

## Historia
Las redes, tradicionales operaban entre 4 y 16 Mbps. Más del 40 % de todos los Pc’s están conectados a Ethernet. Tradicionalmente Ethernet trabajaba a 10Mbps. A estas velocidades,dado que las compañías producen grandes ficheros, pueden tener grandes demoras cuando envían los ficheros a través de la red. Estos retrasos producen la necesidad de mayor velocidad en las redes. 
Hoy en día se puede hacer la siguiente clasificación de las redes de protocolo Ethernet:
- Ethernet (también llamada Ethernet original): Hasta 10 Mbps.

- Fast Ethernet: Hasta 100 Mbps.

- Gigabit Ethernet: Hasta 1000 Mbps.

- 10 Gigabit Ethernet.

Los siguientes factores fueron determinantes a la hora de implantar Fast Ethernet:
- El incremento de las velocidades de los procesadores
- El incremento de los usuarios de las redes
- Las nuevas aplicaciones intensivas en ancho de banda usadas en las redes.

Cada uno de estos cambios añaden el incremento de carga localizada en la red.
Fast Ethernet fue instaurado en 1995, siendo la versión de Ethernet más rápida durante 3 años más, hasta que fue superada y reemplazada por la versión Gigabit Ethernet.
En su momento dos estándares de IEEE compitieron por el mercado de las redes de área local de 100 Mbps. El primero fue el IEEE 802.3 100Base-TX, denominado comercialmente Fast Ethernet, que utiliza el método de acceso CSMA/CD con algún grado de modificación, cuyos estándares se anunciaron para finales de 1994 o comienzos de 1995. El segundo fue el IEEE 802.12 100BaseVG, adaptado de 100VG-AnyLAN de HP, que utiliza un método de prioridad de demandas en lugar del CSMA/CD. Por ejemplo, a la voz y vídeo de tiempo real podrían dárseles mayor prioridad que a otros datos. Esta última tecnología no se impuso, quedándose Fast Ethernet con casi la totalidad del mercado.

## Características Generales
Un adaptador de fast Ethernet puede ser dividido lógicamente en una parte de control de acceso al medio (MAC; media access controller), que se ocupa de las cuestiones de disponibilidad y una zona de capa física (PHY; physical).
La capa MAC se comunica con la física mediante una interfaz de 4 bits a 25 MHz de forma paralela síncrona, conocida como MII. 
La interfaz MII puede tener una conexión externa, pero lo normal es hacer su conexión mediante ICs en el adaptador de red.
La interfaz MII establece como tasa máxima de bits de datos una velocidad de 100Mbit/s para todas las versiones de fast Ethernet. 
Se puede observar que actualmente en redes reales la cantidad de datos que se envían por señal está por debajo de este máximo teórico. Esto se debe a que se añadan cabeceras y colas en cada paquete para detectar posibles errores, a que ocasionalmente se puedan “perder paquetes” debido al ruido, o al tiempo de espera necesario para que cada paquete sea recibido por el otro terminal.

## Soporte
Fast ethernet puede trabajar sobre fibra óptica y sobre cable de cobre. Cada modo de trabajar tiene unos estándares específicos adaptados a la situación requerida:
COBRE
- 100BASE-TX
- 100BASE-T4
- 100BASE-T2

FIBRA ÓPTICA
- 100BASE-FX
- 100BASE-SX
- 100BASE-BX

| Tecnología | Velocidad de transmisión | Tipo de cable                     | Distancia máxima | Topología                                          |
| ---------- | ------------------------ | --------------------------------- | ---------------- | -------------------------------------------------- |
| 100BaseTX  | 100Mbps                  | Par Trenzado (categoría 5UTP)     | 100 m            | Estrella. Half Duplex (hub) y Full Duplex (switch) |
| 100BaseFX  | 100Mbps                  | Fibra óptica                      | 2000 m           | No permite el uso de hubs                          |
| 100BaseT   | 100Mbps                  | 4 pares trenzado (categoría 5UTP) | 100 m            | Estrella. Full Duplex (switch)                     |
| 100BaseSX  | 100Mbps                  | Fibra óptica (multimodo)          | 550 m            | Estrella. Full Duplex (switch)                     |
| 100BaseBX  | 100Mbps                  | Fibra óptica (monomodo)           | 5000 m           | Estrella. Full Duplex (switch)                     |
| 100BaseLX  | 100Mbps                  | Fibra óptica (monomodo)           | 10000 m          | Estrella. Full Duplex (switch)                     |

## Estándares para cobre
Dependiendo del tipo de estándar utilizado, el tipo de cable pertenecerá a una categoría diferente con unas características determinadas que siguen la siguiente tabla:
100BASE-T es un estándar de Fast Ethernet que utiliza un par de cobre trenzado.
Podemos encontrar las siguientes categorías de este estándar:
```
 
100BASE-TX
 (100 Mbit/s sobre 2 pares de cobre trenzado de categoría 5 o superior)
```

```
 
100BASE-T4
 (100 Mbit/s sobre 4 pares de cobre trenzado de categoría 3 o superior)
```

```
 
100BASE-T2
 (100 Mbit/s sobre 2 pares de cobre trenzado de categoría 3 o superior)
```

La longitud de segmento de cable para un estándar de tipo 100Base-T está limitada a 100 metros. Esto está recogido en el estándar IEEE 802.3 (aprobado en 1995)

### 100BASE-TX
El estándar más común dentro de este tipo de Ethernet es 100BaseTX, y es soportado por la mayoría del hardware Ethernet que se produce actualmente.
Utiliza 2 pares de cobre trenzado de categoría 5 o superior (un cable de categoría 5 contiene 4 pares, por lo que puede soportar 2 enlaces 100BASE-TX). 
En una configuración típica de 100Base-TX se utiliza un par de cables trenzados en cada dirección (full-duplex).
(Ver IEEE 802.3 para más detalles)
La configuración de una red 100Base-TX es muy similar a una de tipo 10Base-T. Cuando utilizamos este estándar para crear una red de área local, los componentes de la red (ordenadores, impresoras, etc) suelen estar conectados a un switch o un hub, creando una red con topología de estrella. Alternativamente, es posible conectar dos componentes directamente usando cable cruzado.
En cuanto al tipo de codificación, utiliza la 4B5B.

### 100BASE-T4
Fue una de las primeras implementaciones de Fast Ethernet. Se requiere de cuatro pares de cable trenzado, pero estos pueden ser de categoría 3 en lugar categoría 5 que es la exigida por TX, permitiendo amortizar instalaciones antiguas. De los cuatro pares, un par esta reservado para transmitir, otro para recibir, y los dos conmutan a envío/recepción de modo que la comunicación siempre se establece simultáneamente a través de 3 pares. 
En cuanto al tipo de codificación, utiliza la 8B6T.

### 100BASE-T2
En este estándar los datos se transmiten sobre dos pares de cobre, 4 bits por símbolo. En primer lugar, un símbolo de 4 bits se amplia en dos símbolos de 3 bits cada uno mediante un procedimiento complicado de codificación basado en un registro lineal de retroalimentación (ver el estándar para obtener más información). Esto es necesario para aplanar el ancho de banda y el espectro de la señal.
El mapa de bits original que representa al código, no es constante en el tiempo y tiene un largo periodo (se podría decir que aparece con una frecuencia aleatoria).
En cuanto al tipo de codificación, utiliza la PAM-5.

## Estándares para Fibra Óptica
La versión sobre fibra óptica de estos estándares consigue una velocidad superior, así como abarcar mayor superficie sin necesidad de repetidores.

### 100BASE-FX
Es una versión de Fast Ethernet sobre fibra óptica. 
Utiliza un tipo de luz 1300 (NIR; nm near- infrared) que es transmitida a través de dos líneas de fibra óptica multimodo (MMF), una para recepción (RX) y la otra para transmitir (TX).
Para estos casos, la longitud máxima que abarca es de 400 metros para las conexiones half-duplex (para asegurar la detección de colisiones) o 2 kilómetros para full-duplex sobre fibra óptica multimodo (en comparación con los 100 metros sobre cable de cobre).
En cuanto al tipo de codificación utilizada, 100BASE-FX utiliza la misma codificación 4B5B y NRZI que usaba 100BASE-TX.

### 100BASE-SX
Utiliza dos líneas multimodo de fibra óptica para recibir y transmitir. 
Se trata de una alternativa de menor coste que 100BASE-FX, ya que usa una longitud de onda más corta, que es mucho menos costoso que la longitud de onda larga utilizada en 100BASE-FX. 100BASE-SX puede trabajar a distancias de hasta 300 metros.
100BASE-SX utiliza la misma longitud de onda que la versión de fibra óptica 10BASE-FL. 
Debido a la corta longitud de onda utilizada (850 nm), se necesitan componentes ópticos menos costosos (LEDs en lugar de láseres), lo que hace que sea una opción atractiva para aquellos que actualicen de 10BASE-FL y los que no exigen largas distancias.

### 100BASE-BX
Trabaja a través de una sola línea de fibra óptica (a diferencia de 100BASE-FX, que utiliza un par de fibras). 
Debido a que contamos con una solo línea, se utiliza un multiplexor que divide la señal en dos longitudes diferentes de onda, una para transmitir, y otra para recibir.

### 100BASE-LX
100BASE-LX es una versión de Fast Ethernet con dos fibras ópticas de un solo modo. Tiene un alcance nominal de 10 km y una longitud de onda nominal de 1310 nm.

## Ventajas de Fast Ethernet
Fast Ethernet está basada en el estándar Ethernet por lo que es compatible con cualquier red Ethernet, independientemente del tipo que sea, ya que los adaptadores de red (las tarjetas de red) automáticamente ajustan su velocidad al adaptador más lento, de forma que todos los equipos puedan estar conectados (aunque a costa de perder velocidad). Puede ser instalada en la mayoría de las redes actuales casi sin cambios en la infraestructura de la red. Finalmente, Fast Ethernet tiene un bajo coste y es la solución más adoptada de las disponibles en el mercado.